# Warsaw Trade Tower

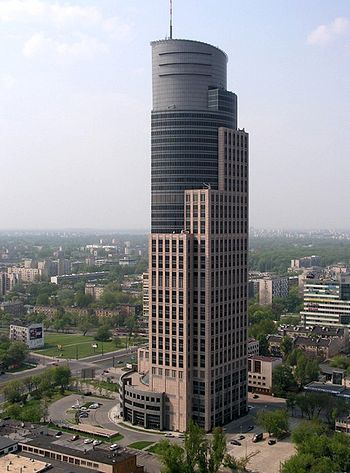
De Warsaw Trade Tower

De Warsaw Trade Tower is een wolkenkrabber in de Poolse hoofdstad Warschau. Het 43 verdiepingen tellende kantoorgebouw is het op vier na hoogste gebouw van Polen (o.a. na het Paleis van Cultuur en Wetenschap) en staat in de lijst van hoogste gebouwen van Europa. De hoogte is 187 meter (208 meter inclusief antenne). Onder het gebouw bevindt zich een parkeergarage, waar plaats is voor 300 auto's. De Warsaw Trade Tower is voorzien van een bijzonder snelle lift met een topsnelheid van 7 m/s (25 km/u).